# Кушъюхъюган
Кушъюхъюган (устар. Куш-Юх-Юган) — река в России, протекает по Октябрьскому району Ханты-Мансийского автономного округа. Длина реки составляет 31 км.
Начинается в болоте, высота истока — 129,4 метра над уровнем моря. Течёт через лес, в верховьях — через сосновый, в среднем течении — через берёзовый, в низовьях через смешанный берёзово-сосновый. Направление течения в верховьях — восточное, в низовьях — юго-юго-восточное. Устье реки находится в 36 км по левому берегу реки Нягыньюган на высоте 23 метра над уровнем моря к югу от Нягани. Вблизи устья река пересекается железной дорогой Ивдель — Приобье.

## Данные водного реестра
По данным государственного водного реестра России относится к Нижнеобскому бассейновому округу, водохозяйственный участок реки — Обь от впадения Иртыша до впадения реки Северная Сосьва, речной подбассейн реки — бассейны притока Оби от Иртыша до впадения Северной Сосьвы. Речной бассейн реки — (Нижняя) Обь от впадения Иртыша.
Код объекта в государственном водном реестре — 15020100112115300019702.